# Breda apicalis
Espèce
Synonymes
- Paradescanso fallax Vellard, 1924
- Breda quinquedentata Badcock, 1932

Breda apicalis est une espèce d'araignées aranéomorphes de la famille des Salticidae.

## Distribution
Cette espèce se rencontre en Équateur, au Brésil, au Paraguay et en Argentine.

## Description
Le mâle décrit par Ruiz et Brescovit en 2013 mesure 5,37 mm et la femelle 7,70 mm.

## Publication originale
- Simon, 1901 : Descriptions d'arachnides nouveaux de la famille des Attidae (suite). Annales de la Société Entomologique de Belgique, vol. 45, p. 141-161 (texte intégral).